# آش سوماق
آش سوماق یکی از غذاهای محلی در استان همدان است.
مواد اصلی این آش را بلغور، عدس، لوبیا، پیاز، سیر، سماق، چغندر و گردو تشکیل می‌دهد.